# Hydrometra wileyae
Hydrometra wileyae är en insektsart som beskrevs av Hungerford 1923. Hydrometra wileyae ingår i släktet Hydrometra och familjen vattenmätare. Inga underarter finns listade i Catalogue of Life.